# 錦町立一武小学校
錦町立一武小学校（にしきちょうりつ いちぶしょうがっこう）は、熊本県球磨郡錦町にある町立の小学校。

## 概要
歴史
1875年（明治8年）創立。現校名になったのは1965年（昭和40年）。2025年（令和7年）に創立150周年を迎えた。
校訓
「親切・進取・自治・勤勉」- 1907年（明治40年）制定。
学校教育目標
「心豊かでたくましく考える子どもの育成」
校章
桜の花弁を背景にして、中央上に「小」、中央下に「武」の文字を配し、その2文字を円状にした「一」の文字で囲って「一武小」を表している。
校歌
1901年（明治34年）制定。作詞は金森茂太郎による。歌詞は3番まであり、2番と3番の歌詞中に校名の「一武校」が登場する。
通学区域
錦町のうち、「上平岩、下平岩、浜川、東方、土屋、覚井、小川、元忠ケ原、栄、上忠ケ原、下忠ケ原、東下原、中忠ケ原、西下原、原田川、昭和、切原野、狩政、別府、上本別府、下本別府、中島、山仁田、横山、中原、西原、東原、内村、上福島、下福島、駅通り、上平良（一部）」。中学校区は錦町立錦中学校。

## 沿革
- 1875年（明治8年）11月18日 - 本村清尾に「公立一武小学校」を建設し、開校。
- 1882年（明治15年）3月25日 - 公立西村小学校と合併。
- 1887年（明治20年）4月2日 - 小学校令施行により、尋常科を設置の上、「尋常一武小学校」に改称。
- 1889年（明治22年）4月1日 - 町村制施行により、球磨郡「一武村」が発足。
- 1890年（明治23年）12月15日 - 尋常西村小学校と分離。
- 1892年（明治25年）-「一武尋常小学校」（尋常科4年）に改称。
- 1901年（明治34年）4月1日 - 高等科（2年制）を併置の上、「一武尋常高等小学校」（尋常科4年・高等科2年）に改称。校歌を制定。
- 1907年（明治40年）- 校訓を制定。
- 1941年（昭和16年）4月1日 - 国民学校令により、「球磨郡一武村一武国民学校」に改称。尋常科を初等科に改める。
- 1947年（昭和22年）4月1日 - 学制改革が行われる（六・三制の実施）。
  - 国民学校初等科は、新制小学校「一武村立一武小学校」に改組・改称。
  - 国民学校高等科は青年学校普通科とともに、新制中学校「一武村立一武中学校」に改組・改称。
- 1955年（昭和30年）7月1日 - 「錦村立一武小学校」に改称。
- 1962年（昭和37年）9月1日 - 一武中学校が錦村立錦中学校に統合され閉校。ただし中学校の統合校舎完成までの間、旧一武中学校の校舎は「一武分室」として使用を継続されることとなる。
- 1965年（昭和40年）
  - 3月 - 中学校一武分室が廃止される。
  - 4月1日 - 錦村が町制施行で「錦町」となる。「錦町立一武小学校」（現校名）に改称。
- 1975年（昭和50年）- 創立100周年記念式典を挙行。
- 2026年（令和8年）2月15日 - 創立150周年記念事業を実施（予定）[2]。

## 交通アクセス
最寄りの鉄道駅
- くま川鉄道 くま川鉄道湯前線 「一武駅」

最寄りのバス停留所
- 九州産交バス 「一武小学校前」停留所

最寄りの幹線道路
- 熊本県道43号錦湯前線
- 熊本県道262号覚井一武線

## 周辺
- 錦町役場、錦町総合福祉センター（社会福祉協議会）
- 錦町保健センター
- 錦町図書館
- 錦町図書館
- 錦町民グラウンド、錦町勤労者体育センター（体育館）、錦町武道館
- 錦町国体記念運動公園
- 人吉下球磨消防組合消防本部 中央消防署 東分署
- 錦郵便局
- 熊本中央信用金庫錦支店
- 川辺川土地改良区
- ちゃいるーど保育園
- JAくま 本所総務部、本所営農・購買部
- 熊本南部森林管理署 錦森林事務所
- 球磨川